# Motocross des nations
Le Motocross des nations (MXDN) est le principal événement annuel mondial de moto-cross par équipes, où les pilotes représentant leur pays se rencontrent à ce qui est présenté comme les « Jeux Olympiques du Motocross ». Il a été créé en 1947, avant même les championnats du monde de motocross, année où l'équipe de Bill Nicholson, Fred Rist et Bob Ray, représentant la Grande-Bretagne, a remporté le trophée Chamberlain pour la première fois,.
Il clôt traditionnellement la saison. C'est une des rares occasions où les meilleurs pilotes mondiaux sont rassemblés. En effet, les pilotes des championnats américains de supercross et de motocross viennent affronter les pilotes du championnat du monde.
Chaque nation y présente une équipe de trois pilotes sur des motos de cylindrées différentes (250 cm3, 450 cm3 et Open). La notation de l'événement fonctionne sur le système de position, c'est-à-dire à la première place est attribuée à un point, à la deuxième place deux, etc. Chaque catégorie (actuellement MXGP, MX2 et Open) affronte successivement l'une des deux autres, pour un total de trois courses. Le plus mauvais des six scores de l'équipe est supprimé, et la nation au score combiné le plus faible gagne.

## Historique
L'événement tel qu'il se présente aujourd'hui est une fusion de trois événements distincts, le Motocross des Nations original, couru avec des motos de 500 cm3, le Trophée des Nations, couru avec des motos de 250 cm3, et la Coupe des Nations, pour les motos de 125 cm3. Avant 1984, les trois événements se déroulaient dans différents endroits les week-ends, après quoi ils ont été combinés en un seul événement avec un pilote par catégorie.
Historiquement, la Grande-Bretagne dominait les premières années, avant que la concurrence ne devienne plus féroce. Avec l'essor du motocross en Amérique du Nord à partir des années 1970, les États-Unis ont connu une célèbre série de victoires, qui a duré 13 ans de 1981 à 1993.
Le nom de l'événement a été officiellement anglicisé (sous le nom de Motocross of Nations "MXON") depuis 2004, lorsque Youthstream a reçu les droits de promotion pour le Grand Prix mondial de Motocross, bien que le nom générique Des Nations ou MXDN soit encore très utilisé. Les courses sont diffusées en direct sur le site officiel du championnat du monde nommé mxgp-tv.com.
En 2023, l’événement se déroule de nouveau, comme en 2005, en 2015 et en 2020, à Ernée en France sur le Circuit Raymond Demy,.

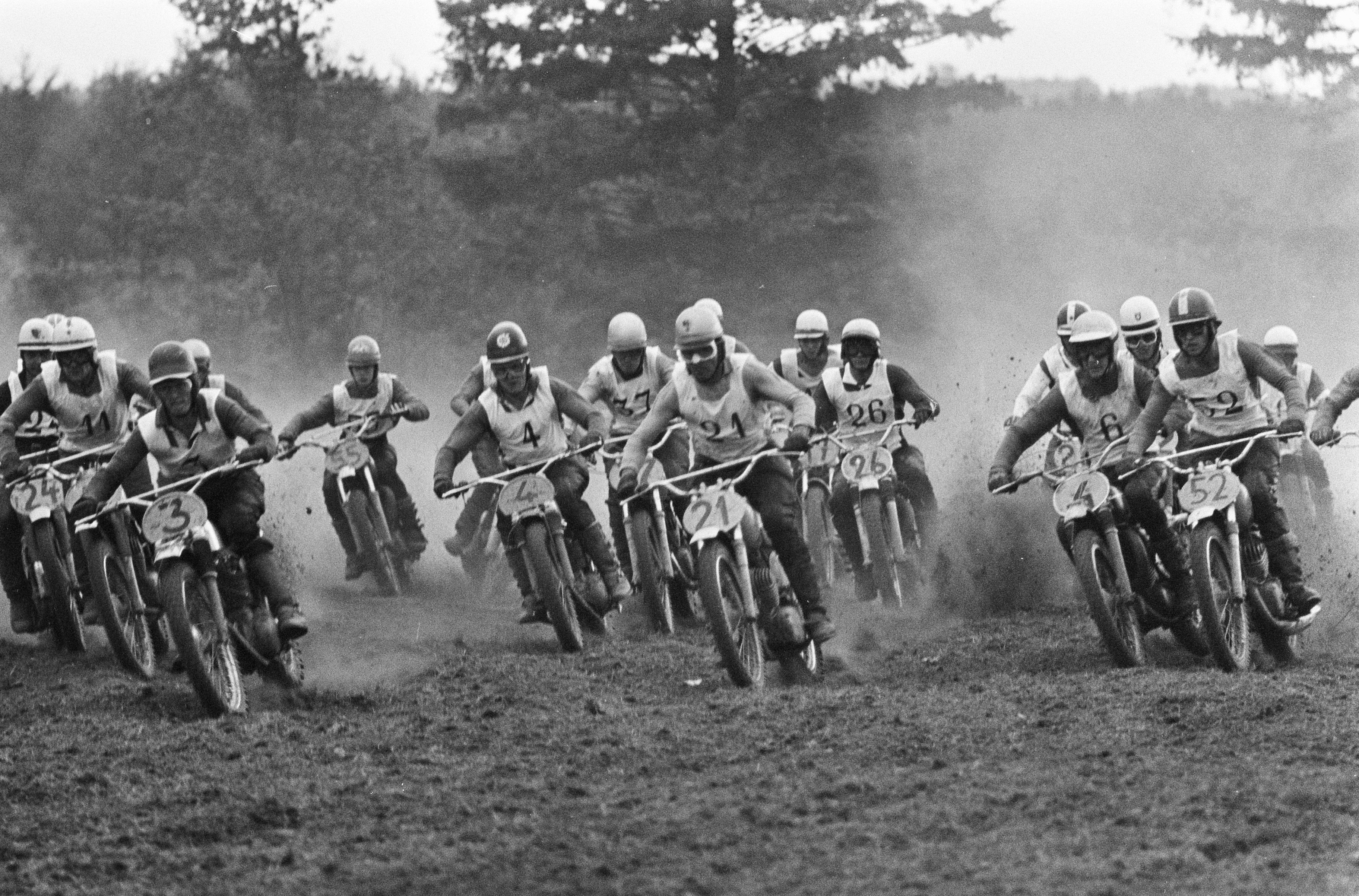
Motocross des nations 1967 à Markelo, aux Pays-Bas.

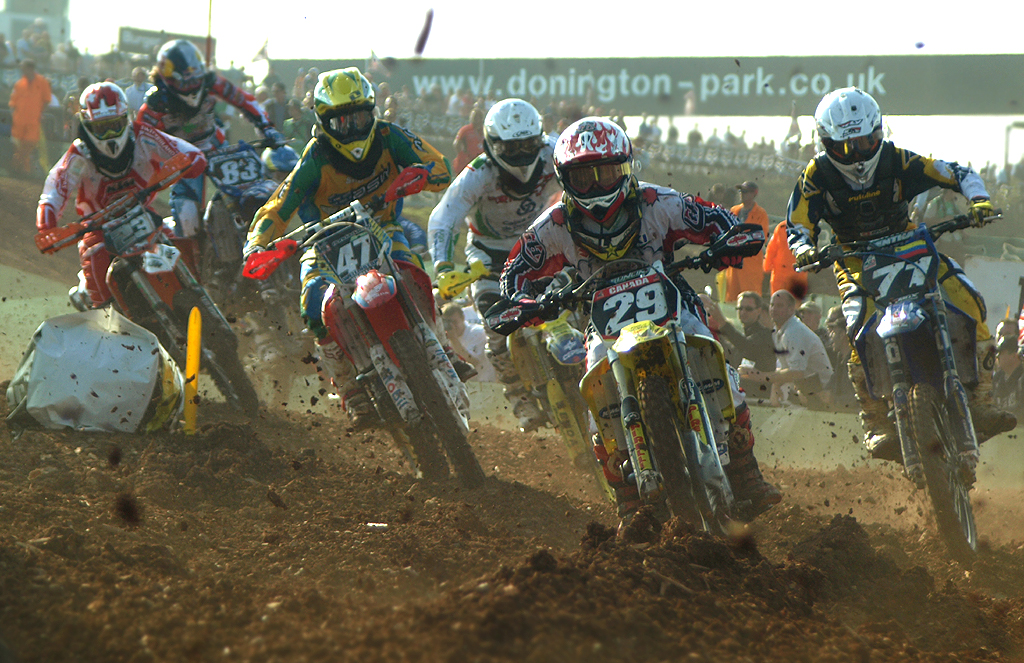
Motocross des nations 2008

## Motocross des Nations

### Palmarès
| Année | Pays organisateur                              | Nation vainqueur                                                             | Pilotes                                                                      |
| 1947  | Wassenaar                                      | Royaume-Uni                                                                  | Nicholson, Rist, Ray                                                         |
| 1948  | Spa                                            | Belgique                                                                     | Jansen, Cox, Milhoux                                                         |
| 1949  | Brands Hatch                                   | Royaume-Uni                                                                  | Lines, Manns, Soovell                                                        |
| 1950  | Skillingaryd                                   | Royaume-Uni                                                                  | Draper, Hall, Lines                                                          |
| 1951  | Namur                                          | Belgique                                                                     | Leloup, Jansen, Meunier                                                      |
| 1952  | Brands Hatch                                   | Royaume-Uni                                                                  | Stonebridge, Ward, Nex                                                       |
| 1953  | Skillingaryd                                   | Royaume-Uni                                                                  | Archer, Draper, Ward                                                         |
| 1954  | Norg                                           | Royaume-Uni                                                                  | Ward, Stonebridge, Curtis                                                    |
| 1955  | Randers                                        | Suède                                                                        | Nilsson, Lundin, Gustavsson                                                  |
| 1956  | Namur                                          | Royaume-Uni                                                                  | Smith, Ward, Draper                                                          |
| 1957  | Brands Hatch                                   | Royaume-Uni                                                                  | Smith, Curtis, Martin                                                        |
| 1958  | Knutstorp                                      | Suède                                                                        | Nilsson, Gustavsson, Lundell                                                 |
| 1959  | Namur                                          | Royaume-Uni                                                                  | Rickman, Smith, Draper                                                       |
| 1960  | Circuit de motocross, Cassel                   | Royaume-Uni                                                                  | Rickman, Curtis, Smith                                                       |
| 1961  | Schijndel                                      | Suède                                                                        | Nilsson, Tibblin, Lundell                                                    |
| 1962  | Wohlen                                         | Suède                                                                        | Tibblin, Johanson, Lundell                                                   |
| 1963  | Knutstorp                                      | Royaume-Uni                                                                  | D.E. Rickman, D.J. Rickman, Burton                                           |
| 1964  | Hawstone Park                                  | Royaume-Uni                                                                  | Smith, D.E. Rickman, D.J. Rickman                                            |
| 1965  | Namur                                          | Royaume-Uni                                                                  | Smith, Eastwood, Lampkin                                                     |
| 1966  | Rémalard                                       | Royaume-Uni                                                                  | Bickers, Rickman, Eastwood                                                   |
| 1967  | Markelo                                        | Royaume-Uni                                                                  | Eastwood, Bickers, Smith                                                     |
| 1968  | Kishinev                                       | Union soviétique                                                             | Shinkarenko, Petushkov, Pogrbniak, Angers                                    |
| 1969  | Farleigh Castle                                | Belgique                                                                     | Roger DeCoster, Teuwissen, Joël Robert, Sylvain Geboers                      |
| 1970  | Maggiora                                       | Suède                                                                        | Christer Hammargren, Arne Kring, Bengt Aberg, Ake Jonsson                    |
| 1971  | Circuit de Lesteno, Vannes                     | Suède                                                                        | Ake Jonsson, Bengt Aberg, Olle Petersson, Christer Hammargren                |
| 1972  | Norg                                           | Belgique                                                                     | Roger DeCoster, Jack Van Velthoven, Van De Vorst                             |
| 1973  | Wohlen                                         | Belgique                                                                     | Roger DeCoster, René Heeren, Jack Van Velthoven, Sylvain Geboers             |
| 1974  | Husqvarna                                      | Suède                                                                        | Bengt Aberg, Arne Kring, Hakan Andersson, Ake Jonsson                        |
| 1975  | Sedlcany                                       | Tchécoslovaquie                                                              | Antonin Barbowsky, Juri Churavy, Novacek, Velky                              |
| 1976  | Saint Anthonis                                 | Belgique                                                                     | Roger DeCoster, Gaston Rahier, Harry Everts, Jack Van Velthoven              |
| 1977  | Circuit des Mullons, Cognac                    | Belgique                                                                     | André Malherbe, Jack Van Velthoven, Roger DeCoster, Jean-Paul Mingels        |
| 1978  | Gaildorf                                       | Union soviétique                                                             | Guennady Moisseev, Vladimir Karinov, Valery Korneev, Khudiakov               |
| 1979  | Ruskeasanta                                    | Belgique                                                                     | Roger DeCoster, Harry Everts, André Malherbe, Ivan Van den Broek             |
| 1980  | Farleigh Castle                                | Belgique                                                                     | André Malherbe, Georges Jobé, André Vromans, Ivan Van den Broek              |
| 1981  | Bielstein                                      | États-Unis                                                                   | Chuck Sun, Johnny O’Mara, Danny Laporte, Donnie Hansen                       |
| 1982  | Wohlen                                         | États-Unis                                                                   | David Bailey, Johnny O’Mara, Danny Chandler, Jim Gibson                      |
| 1983  | Circuit de la Ferme du Seigneur, Angreau       | États-Unis                                                                   | David Bailey, Mark Barnett, Jeff Ward, Broc Glover                           |
| 1984  | Vantaa                                         | États-Unis                                                                   | David Bailey, Johnny O’Mara, Jeff Ward, Ricky Johnson                        |
| 1985  | Gaildorf                                       | États-Unis                                                                   | David Bailey, Jeff Ward, Ron Lechien                                         |
| 1986  | Maggiora                                       | États-Unis                                                                   | David Bailey, Ricky Johnson, Johnny O’Mara                                   |
| 1987  | Unadilla Valley                                | États-Unis                                                                   | Bob Hannah, Ricky Johnson, Jeff Ward                                         |
| 1988  | Circuit de la Versenne, Villars-sous-Écot      | États-Unis                                                                   | Ron Lechien, Ricky Johnson, Jeff Ward                                        |
| 1989  | Gaildorf                                       | États-Unis                                                                   | Jeff Ward, Jeff Stanton, Mike Kiedrowski                                     |
| 1990  | Vimmerby                                       | États-Unis                                                                   | Jeff Ward, Jeff Stanton, Damon Bradshaw                                      |
| 1991  | Eurocircuit Valkenswaard, Valkenswaard         | États-Unis                                                                   | Mike Kiedrowski, Jeff Stanton, Damon Bradshaw                                |
| 1992  | Manjimup                                       | États-Unis                                                                   | Billy Liles, Mike La Rocco, Jeff Emig                                        |
| 1993  | Schwanenstadt                                  | États-Unis                                                                   | Mike Kiedrowski, Jeremy McGrath, Jeff Emig                                   |
| 1994  | Roggenburg                                     | Royaume-Uni                                                                  | Kurt Nicoll, Rob Herring, Paul Malin                                         |
| 1995  | Sverepec                                       | Belgique                                                                     | Joël Smets, Marnicq Bervoets, Stefan Everts                                  |
| 1996  | Circuit de Jerez, Jerez de la Frontera         | États-Unis                                                                   | Jeff Emig, Jeremy McGrath, Steve Lamson                                      |
| 1997  | Circuit Saint-Joseph, Nismes                   | Belgique                                                                     | Marnicq Bervoets, Stefan Everts, Joël Smets                                  |
| 1998  | FoxHill                                        | Belgique                                                                     | Stefan Everts, Marnicq Bervoets, Patrick Caps                                |
| 1999  | Indaiatuba                                     | Italie                                                                       | Alessio Chiodi, Claudio Federici, Andrea Bartolini                           |
| 2000  | Circuit du Puy de Poursay, Saint-Jean-d'Angély | États-Unis                                                                   | Travis Pastrana, Ricky Carmichael, Ryan Hughes                               |
| 2001  | Circuit de la Citadelle, Namur                 | France                                                                       | Yves Demaria, Luigi Séguy, David Vuillemin                                   |
| 2002  | Circuit de Motocròs de Catalunya, Bellpuig     | Italie                                                                       | Andrea Bartolini, Alessio Chiodi, Alessandro Puzar                           |
| 2003  | Circuit de Zolder, Heusden-Zolder              | Belgique                                                                     | Stefan Everts, Steve Ramon, Joël Smets                                       |
| 2004  | De Herselse Bossen, Lierop                     | Belgique                                                                     | Stefan Everts, Steve Ramon, Kevin Strijbos                                   |
| 2005  | Circuit Raymond Demy, Ernée                    | États-Unis                                                                   | Ricky Carmichael, Ivan Tedesco, Kevin Windham                                |
| 2006  | Matterley Basin, Winchester                    | États-Unis                                                                   | James Stewart, Ryan Villopoto, Ivan Tedesco                                  |
| 2007  | Budds Creek, Mechanicsville                    | États-Unis                                                                   | Ricky Carmichael, Ryan Villopoto, Tim Ferry                                  |
| 2008  | Donington Park, Castle Donington               | États-Unis                                                                   | James Stewart, Ryan Villopoto, Tim Ferry                                     |
| 2009  | Franciacorta                                   | Italie                                                                       | Ryan Dungey, Jake Weimer, Ivan Tedesco                                       |
| 2010  | Thunder Valley, Lakewood                       | États-Unis                                                                   | Ryan Dungey, Trey Canard, Andrew Short                                       |
| 2011  | Circuit du Puy de Poursay, Saint-Jean-d'Angély | États-Unis                                                                   | Ryan Villopoto, Ryan Dungey, Blake Baggett                                   |
| 2012  | Stedelijk Motorcrosscentrum, Lommel            | Allemagne                                                                    | Ken Roczen, Marcus Schiffer, Max Nagl                                        |
| 2013  | Talkessel, Teutschenthal                       | Belgique                                                                     | Clément Desalle, Ken De Dycker, Jeremy Van Horebeek                          |
| 2014  | Motocenter Zelta Zirgs, Ķegums                 | France                                                                       | Gautier Paulin, Dylan Ferrandis, Steven Frossard                             |
| 2015  | Circuit Raymond Demy, Ernée                    | France                                                                       | Gautier Paulin, Marvin Musquin, Romain Febvre                                |
| 2016  | Maggiora                                       | France                                                                       | Gautier Paulin, Benoît Paturel, Romain Febvre                                |
| 2017  | Matterley Basin, Winchester                    | France                                                                       | Gautier Paulin, Christophe Charlier, Romain Febvre                           |
| 2018  | RedBud, Buchanan                               | France                                                                       | Gautier Paulin, Jordi Tixier, Dylan Ferrandis                                |
| 2019  | TT Circuit, Assen                              | Pays-Bas                                                                     | Jeffrey Herlings, Glenn Coldenhoff, Calvin Vlaanderen                        |
| 2020  | Circuit Raymond Demy, Ernée                    | Annulé en raison des restrictions sanitaires liées à la pandémie de Covid-19 | Annulé en raison des restrictions sanitaires liées à la pandémie de Covid-19 |
| 2021  | Mantoue                                        | Italie                                                                       | Antonio Cairoli, Mattia Guadagnini, Alessandro Lupino                        |
| 2022  | RedBud, Buchanan                               | États-Unis                                                                   | Eli Tomac, Chase Sexton, Justin Cooper                                       |
| 2023  | Circuit Raymond Demy, Ernée                    | France                                                                       | Romain Febvre, Tom Vialle, Maxime Renaux                                     |
| 2024  | Matterley Basin, Winchester                    | Australie                                                                    | Hunter Lawrence (en), Jett Lawrence, Kyle Webster                            |

### Titres par nations

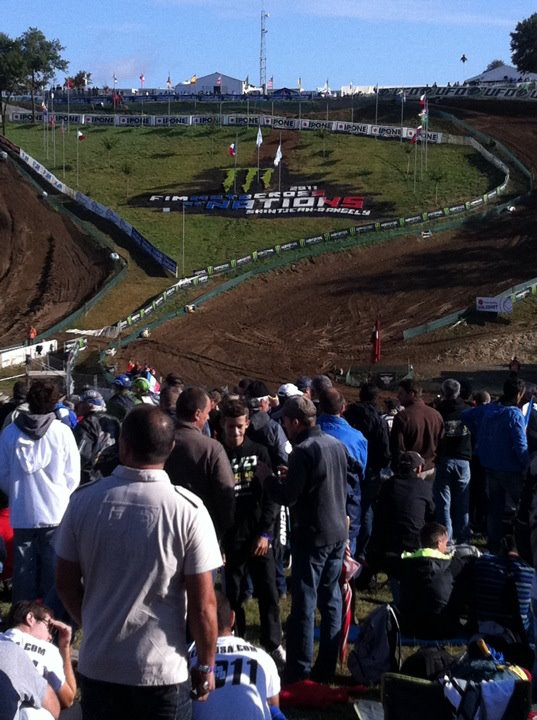
Saint-Jean-d'Angély, septembre 2011.

| Nation           | Nombre de victoires |
| États-Unis       | 23                  |
| Royaume-Uni      | 16                  |
| Belgique         | 15                  |
| Suède            | 7                   |
| France           | 7                   |
| Italie           | 3                   |
| Union soviétique | 2                   |
| Allemagne        | 1                   |
| Tchécoslovaquie  | 1                   |
| Pays-Bas         | 1                   |
| Australie        | 1                   |

## Trophée des Nations
Sources, :
| Année | Pays organisateur                               | Nation titrée                                   | Pilotes                                                                      |
| ----- | ----------------------------------------------- | ----------------------------------------------- | ---------------------------------------------------------------------------- |
| 1961  | Avigliana                                       | Royaume-Uni                                     | Jeff Smith / Dave Bickers / Arthur Lampkin                                   |
| 1962  | Ipswich                                         | Royaume-Uni                                     | Jeff Smith / Dave Bickers / Arthur Lampkin                                   |
| 1963  | Loppem                                          | Suède                                           | Torsten Hallman / Lars Forsberg / Cenneth Lööf                               |
| 1964  | Markelo                                         | Suède                                           | Torsten Hallman / Åke Jonsson / Olle Petersson                               |
| 1965  | Annulé en raison des conditions météorologiques | Annulé en raison des conditions météorologiques | Annulé en raison des conditions météorologiques                              |
| 1966  | Brands Hatch                                    | Suède                                           | Torsten Hallman / Åke Tornblom / Olle Petersson                              |
| 1967  | Holice                                          | Suède                                           | Torsten Hallman / Åke Jonsson / Olle Petersson                               |
| 1968  | Payerne                                         | Suède                                           | Bengt Åberg / Christer Hammargren / Bengt-Arne Bonn                          |
| 1969  | Kester                                          | Belgique                                        | Roger De Coster / Joël Robert / Sylvain Geboers                              |
| 1970  | Ring Knutstorp                                  | Belgique                                        | Roger De Coster / Joël Robert / Sylvain Geboers                              |
| 1971  | Holice                                          | Belgique                                        | Roger De Coster / Sylvain Geboers / Jaak van Velthoven                       |
| 1972  | Genk                                            | Belgique                                        | Roger De Coster / Joël Robert / Jaak van Velthoven / Marcel Wiertz           |
| 1973  | Donington Park                                  | Belgique                                        | Roger De Coster / Sylvain Geboers / Jaak van Velthoven / Jean-Claude Laquaye |
| 1974  | Vesoul                                          | Belgique                                        | Roger De Coster / Gaston Rahier / Jaak van Velthoven / Harry Everts          |
| 1975  | Maggiora                                        | Belgique                                        | Roger De Coster / Gaston Rahier / Jaak van Velthoven / Harry Everts          |
| 1976  | Wohlen                                          | Belgique                                        | Roger De Coster / Gaston Rahier / Jaak van Velthoven / Harry Everts          |
| 1977  | Markelo                                         | Belgique                                        | Roger De Coster / André Malherbe / Jaak van Velthoven / Harry Everts         |
| 1978  | Kester                                          | Belgique                                        | Roger De Coster / Gaston Rahier / Jaak van Velthoven / Harry Everts          |
| 1979  | Stockholm                                       | Union soviétique                                | Guennady Moisseev / Vladimir Kavinov / Vladimir Korneev / Yuri Khudiakov     |
| 1980  | Maggiora                                        | Belgique                                        | André Malherbe / Harry Everts / Georges Jobé / André Vromans                 |
| 1981  | Lommel                                          | États-Unis                                      | Chuck Sun / Danny LaPorte / Johnny O’Mara / Donnie Hansen                    |
| 1982  | Gaildorf                                        | États-Unis                                      | David Bailey / Johnny O’Mara / Danny Chandler / Jim Gibson                   |
| 1983  | Považská Bystrica                               | États-Unis                                      | David Bailey / Mark Barnett / Broc Glover / Jeff Ward                        |
| 1984  | Varberg                                         | États-Unis                                      | Broc Glover / Johnny O’Mara / Ricky Johnson / Jeff Ward                      |